# Coppa di Licurgo

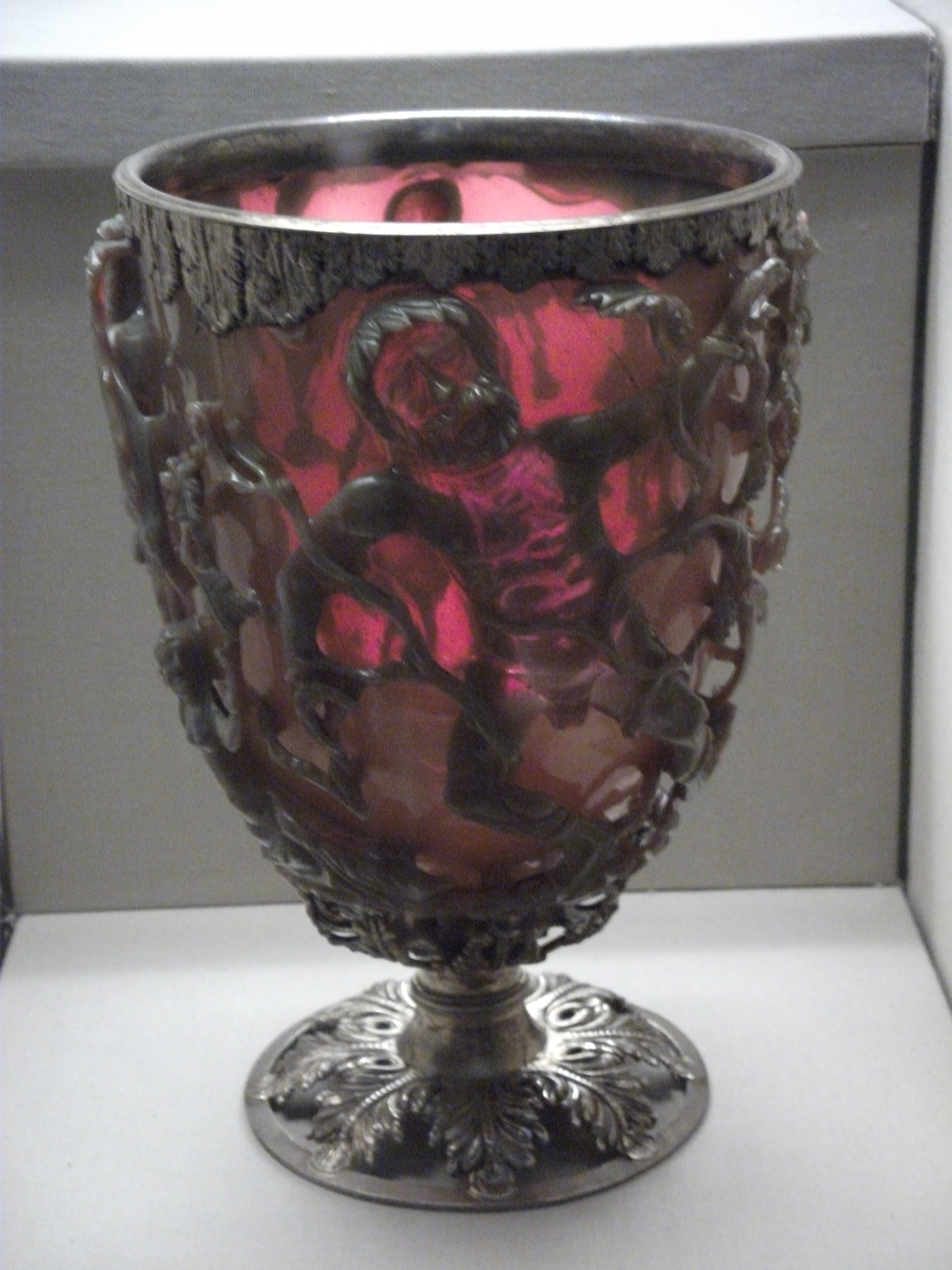
La coppa di Licurgo, illuminata posteriormente, esibisce una colorazione rossa

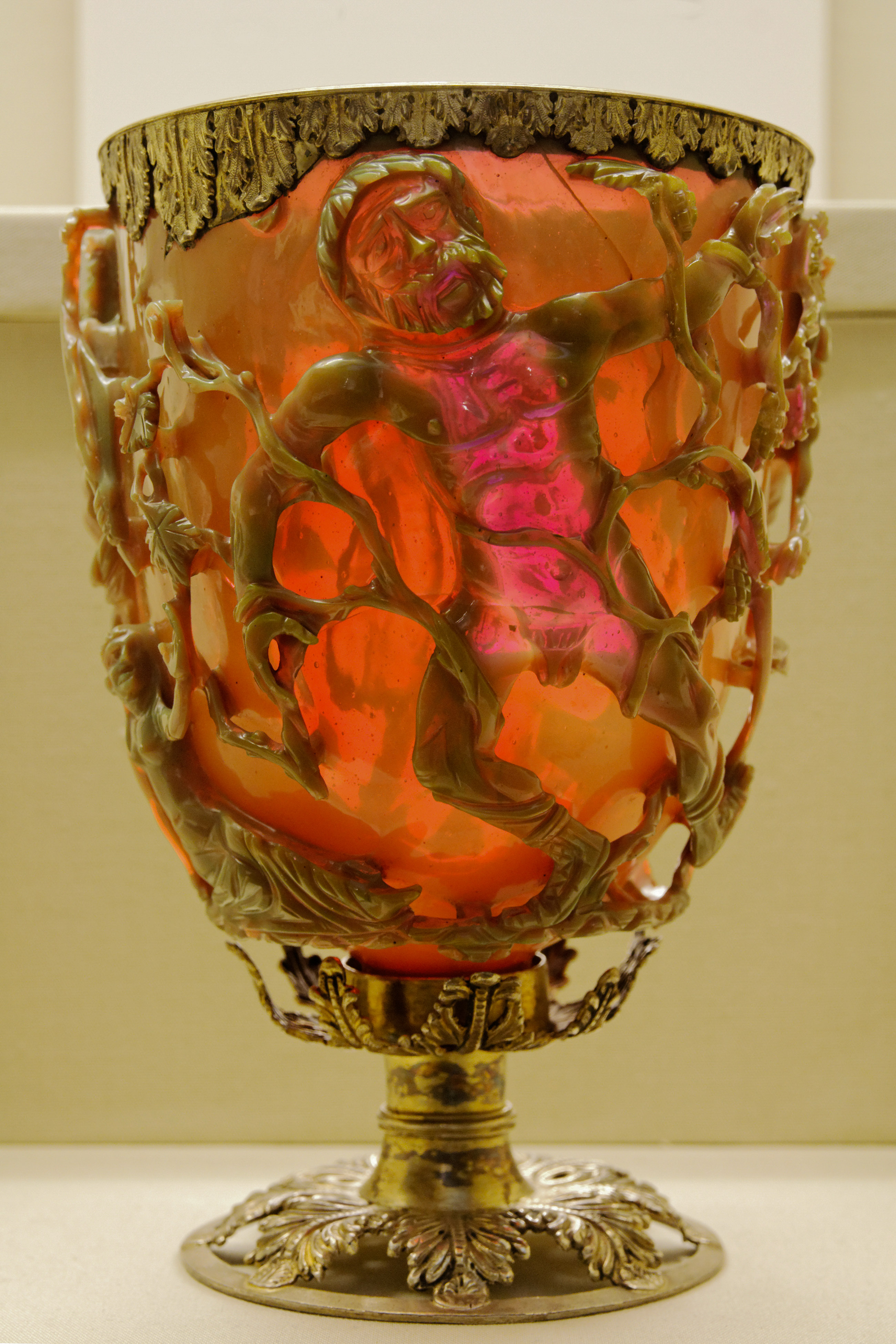
La Coppa di Licurgo, fatta di vetro dicroico, mostra una colorazione verde o rossa, secondo la luce incidente.

La coppa di Licurgo è una coppa diatreta di vetro di epoca romana, risalente al IV secolo e conservata al British Museum di Londra. È stata descritta come «la coppa più spettacolare di quel periodo, opportunamente decorata, che sappiamo essere mai esistita».
La coppa è costruita con vetro dicroico e mostra un colore diverso a seconda del modo in cui la luce passa attraverso di essa: rosso quando illuminata da dietro e verde quando illuminata frontalmente. La coppa di Licurgo è l'unico oggetto romano integro completamente costituito da questo tipo di vetro e quello che maggiormente esibisce l'effetto cangiante.
La coppa è anche un raro esempio di coppa diatreta romana integra nella quale il vetro è stato accuratamente asportato e scolpito per lasciare solo una "gabbia" decorativa a livello della superficie originale. La maggior parte delle coppe diatrete presentano una gabbia con un motivo geometrico astratto, ma in questo caso è presente una composizione con figure che mostra il mitico Licurgo, re di Tracia, che (a seconda della versione) ha cercato di uccidere Ambrosia, una seguace del dio Dioniso (Bacco per i Romani). Ambrosia è stata trasformata in un vitigno che attorcigliandosi intorno al re infuriato lo trattiene, uccidendolo infine. Dioniso e due seguaci sono rappresentati mentre si fanno beffe del re.

## Caratteristiche

### Il vetro

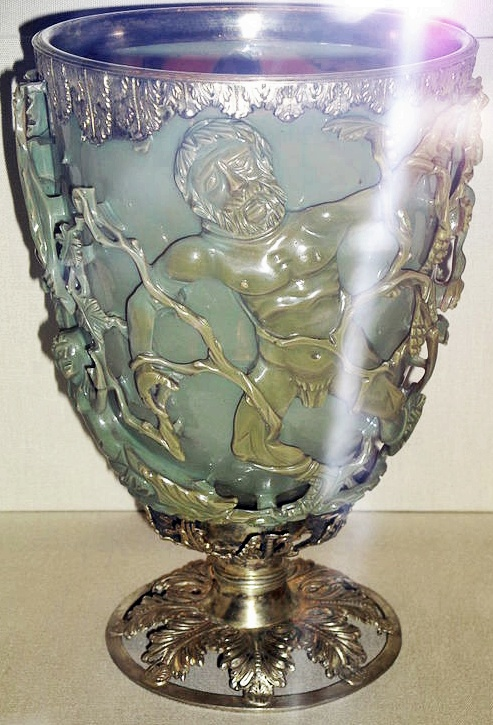
Se illuminata frontalmente, la coppa di Licurgo appare di colore verde

L'effetto dicroico è realizzato contaminando il vetro con piccole proporzioni di nanoparticelle di oro e argento disperse in forma colloidale in tutto il volume vetroso. Il processo esatto utilizzato rimane poco chiaro ed è probabile che esso non sia stato ben compreso o controllato nemmeno dai produttori: è verosimile che l'effetto sia stato prodotto accidentalmente dalla contaminazione con nanoparticelle di oro e di argento. I vetrai potrebbero non essere stati a conoscenza della presenza di questi metalli nella preparazione, date le quantità in gioco estremamente piccole. È possibile che le tracce di oro e argento provengano da residui di lavorazioni precedenti lasciati nel laboratorio da altri lavoratori. I pochissimi altri frammenti superstiti di vetro dicroico di origine romana variano notevolmente nei loro due colori.
Le particelle metalliche sono state precipitate come colloidi a formare una lega di argento-oro. Se vista in luce riflessa la superficie appare verde poiché le particelle metalliche sono abbastanza grandi da riflettere la luce senza eliminarne la trasmissione. In luce trasmessa le particelle disperdono la luce blu in modo più efficace rispetto a quella rossa facendo risaltare il colore rosso nella coppa. Dal momento che è impossibile che gli artigiani romani riuscissero ad aggiungere deliberatamente questi bassi livelli di argento e oro al volume del vetro utilizzato per fare il vaso, tali livelli sono stati probabilmente aggiunti ad un maggiore volume di vetro fuso, e sempre più diluiti con l'aggiunta di altro vetro. Le particelle hanno le dimensioni di circa 70 nanometri e sono visibili solo con un microscopio elettronico a trasmissione. Le dimensioni delle nanoparticelle si avvicinano alla dimensione della lunghezza d'onda della luce visibile, dando luogo ad un effetto di risonanza plasmonica di superficie.

### La coppa
L'interno della tazza è quasi dappertutto liscio, ma, dietro le figure principali, il vetro è stato scavato ben oltre il livello della principale superficie esterna, così che lo spessore del vetro risulta simile in tutta la superficie: questa accortezza permette di ottenere un colore omogeneo quando la luce passa attraverso il vetro. Questa è una caratteristica unica fra tutte le coppe sopravvissute; Harden suggerisce che sia dovuta a un "ripensamento" dell'autore. Intorno al torso di Licurgo è visibile una zona di un colore piuttosto diverso dal resto del bicchiere: questa caratteristica potrebbe derivare da un incidente di produzione oppure essere stata un'accortezza da parte dell'intagliatore per rendere "il bagliore della rabbia di Licurgo ancora più forte". Dopo la lunga fase di intaglio, il fine aspetto lucido è stato ottenuto tramite un processo chiamato lucidatura a fiamma, la cui adozione rischiava di compromettere l'integrità dell'oggetto.

### Realizzazione
Così come avviene per un'altra opera vitrea romana esposta al British Museum, il vetro a cammeo del Vaso Portland, la coppa di Licurgo rappresenta in qualche misura l'estensione delle competenze sviluppate dagli intagliatori di gemme o dagli scultori di vasi in pietre dure, che erano artisti di lusso con un enorme prestigio nella Roma antica.
I vasi in pietre dure intagliate non sono comparabili con alcun'altra opera, ma il gusto generale dietro queste manifestazioni estreme di abilità vetraria è quello espresso da oggetti in pietra naturale come la Coupe des Ptolémées o il Vaso Rubens. Nel 1950 i primi studi completi della coppa stabilirono che il materiale di cui era costituita era vetro e non una pietra dura, questione che in precedenza era stata discussa senza soluzione.
Sembra probabile che almeno tre laboratori distinti siano stati coinvolti nella realizzazione della coppa, forse non nella stessa parte dell'Impero. Il vetro potrebbe essere stato inizialmente realizzato in un grande blocco standard, forse in Egitto o in Palestina, entrambe regioni esportatrici di grandi quantità di vetro da lavorare, e talvolta da colorare, altrove. La sgrossatura del vetro è stata probabilmente fatta da un'officina specializzata e le opere di intaglio successive da un'altra officina composta da tagliatori specializzati. Questo sarebbe stato certamente un oggetto raro e molto costoso, e i segreti della sua fabbricazione, forse non ben compresi anche dai suoi creatori, sembrano essere stati utilizzati soltanto per circa un secolo.

### Stato di conservazione
La coppa manca di alcuni piccoli pezzi, tra cui il muso della pantera e il polpaccio della figura di Dioniso. Il vetro della coppa è incrinato, per questo il British Museum non ha mai tolto il bordo metallico che sovrasta il manufatto. Il piede del bicchiere è danneggiato, e la forma originale della base incerta.

## Iconografia

### Analisi della rappresentazione
La figura di Licurgo, vincolata dalla vite e nuda a parte gli stivali, è affiancata a sinistra da una Ambrosia accovacciata, in scala notevolmente più piccola. Dietro di lei uno dei satiri di Dioniso (mostrato con una normale forma umana), si erge su un piede mentre si prepara a lanciare una grande roccia a Licurgo. Nell'altra mano tiene un pedum o bastone da pastore. A destra di Licurgo appare per prima la figura di Pan; ai suoi piedi è rappresentata una pantera di aspetto canino, tradizionale compagna di Dioniso, il cui volto è andato perduto; infine è presente il dio stesso, che si fa beffe di Licurgo con il braccio destro teso in un gesto rabbioso. Dioniso porta un tirso, il bastone speciale del dio e dei suoi seguaci, e il suo vestito ha un aspetto orientale, forse indiano, che riflette ciò che in genere gli antichi Greci credevano (forse a torto) sulle origini del suo culto. Una sezione di polpaccio di una gamba è stata persa. Uno striscione appeso al tirso dietro di lui si sovrappone al piede sollevato del satiro con la roccia, completando il cerchio della coppa.

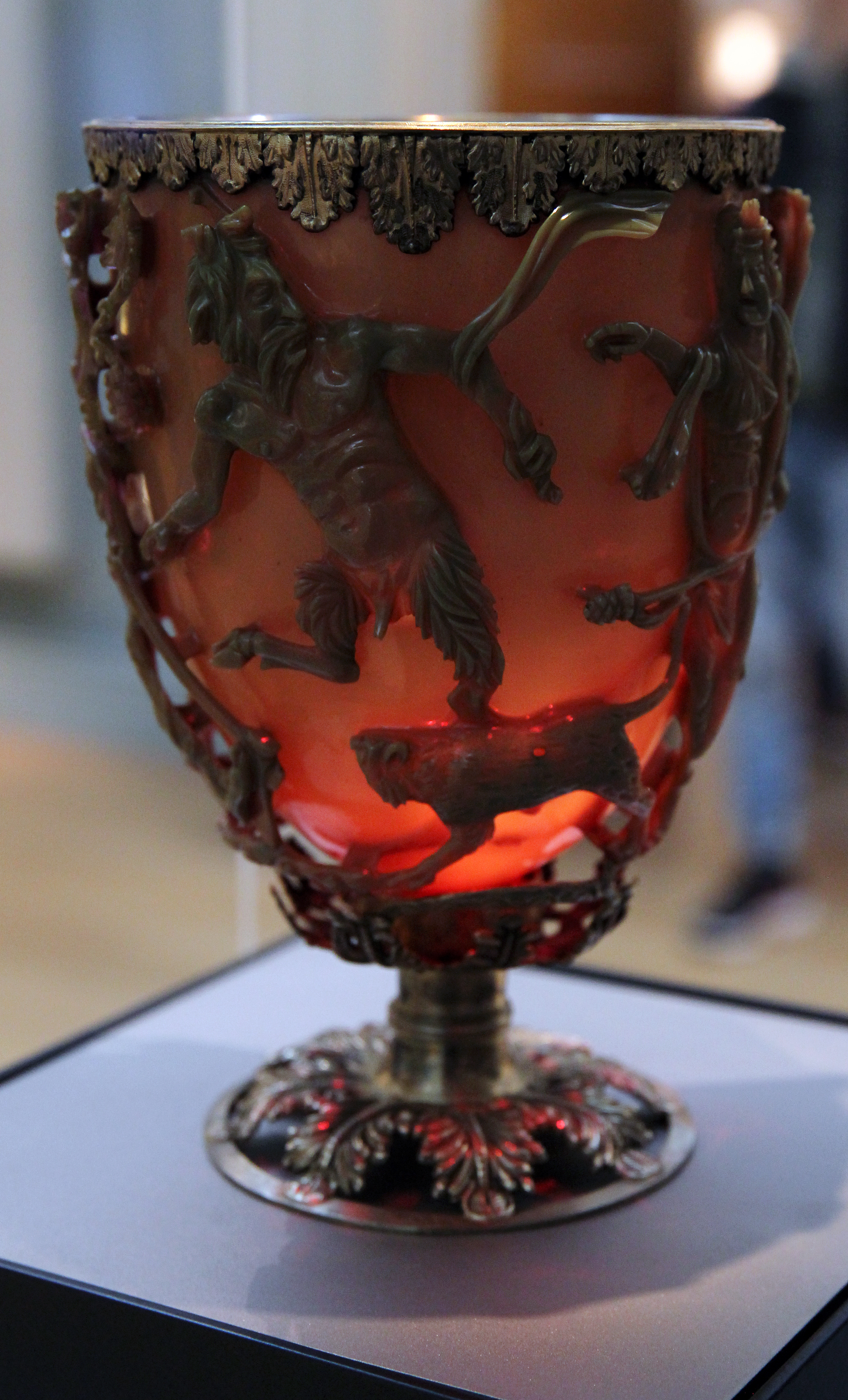
Il dio Pan, la pantera in basso e Dioniso a destra.

Dioniso portando il tirso, un bastone sacro di ferula.

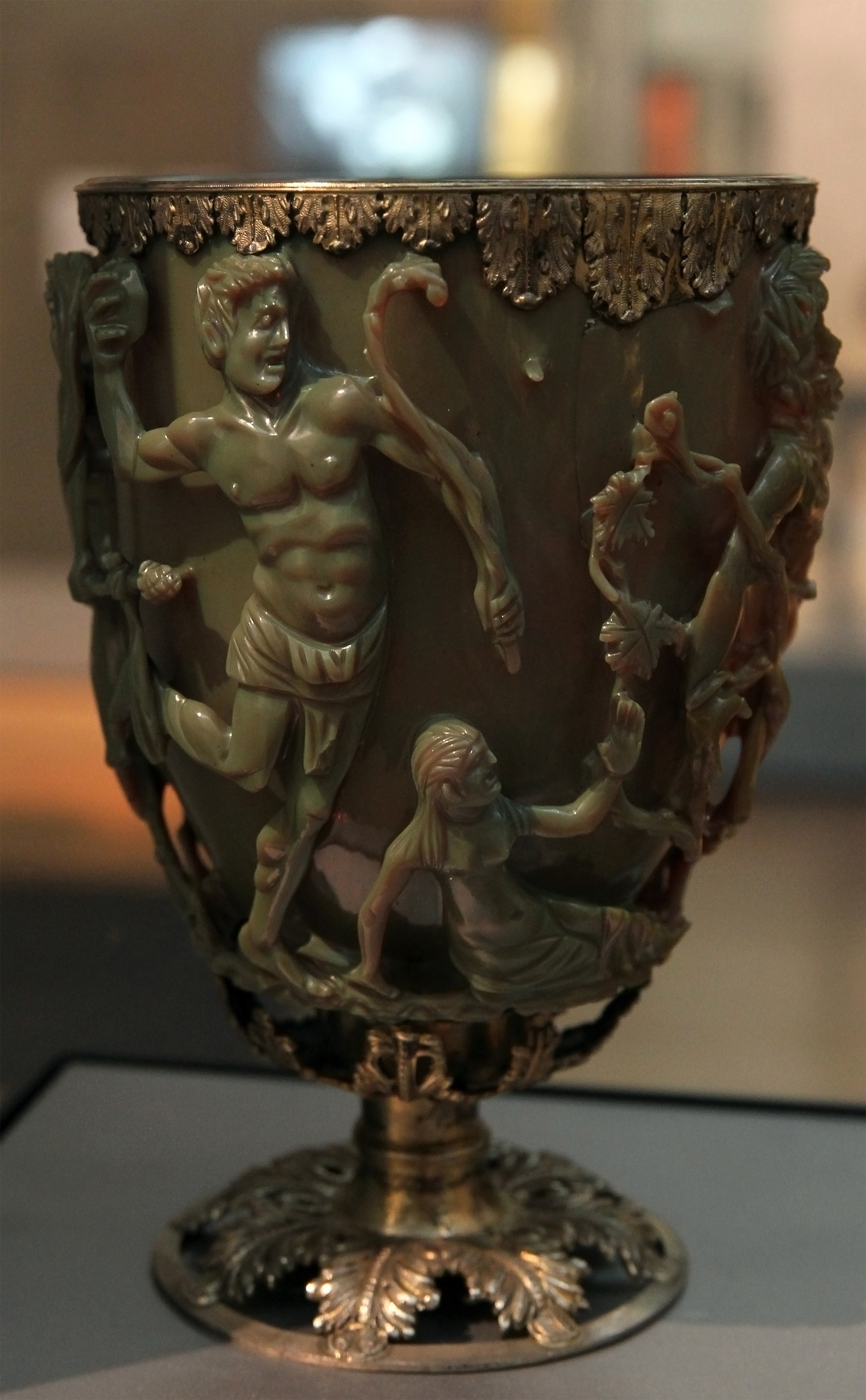
Il satiro si accinge a scagliare un sasso e la ninfa Ambrosia a terra, di fronte a Licurgo.

### Significato storico
È stato suggerito che questa scena non molto comune fosse un riferimento alla sconfitta subita nel 324 da Licinio da parte dell'imperatore Costantino I, che fu poi ucciso nel 325. Un'altra ipotesi è che il cambiamento di colore da verde a rosso fosse voluto e intendesse evocare la maturazione delle uve rosse, richiamando la presenza della raffigurazione del dio del vino. La coppa potrebbe essere stata destinata all'utilizzo nelle celebrazioni del culto bacchico, una tradizione ancora molto diffusa nella vita religiosa romana intorno al 300. Una lettera che si suppone inviata dall'Imperatore Adriano a suo fratello Serviano, citata in una biografia all'interno della Historia Augusta, riporta il dono di due coppe in vetro dicroico: "Ti ho inviato delle particolari coppe che cambiano colore, mostratemi dal sacerdote di un tempio. Esse sono appositamente dedicate a voi e a mia sorella. Vorrei che le utilizzaste nei banchetti dei giorni di festa".
Altre versioni della storia tendono a rappresentare un Licurgo che attacca Ambrosia, spesso con una doppia ascia, mentre i suoi compagni accorrono in suo aiuto; o Licurgo solo, impigliato nella vite. Il parallelo più vicino alla scena rappresentata sulla tazza è presente in uno dei mosaici absidali del triclinio triconco presso la Villa del Casale in Piazza Armerina, che potrebbe anche riferirsi a Licinio. Rappresentazioni simili sono presenti in un mosaico ad Antiochia di Siria e in un gruppo di mosaici su un sarcofago del II secolo a Villa Parisi a Frascati. Esiste anche un pavimento a mosaico di Vienna, ora nel museo di Saint-Romain-en-Gal, nel quale è rappresentato Licurgo da solo all'interno della vite.
Scene in cui Licurgo attacca Ambrosia sono invece presenti su un pavimento a mosaico nella villa romana di Brading, sull'Isola di Wight. Di questo e simili mosaici, Martin Henig dice: "In casi come questo non ci interessa il semplice, popolare paganesimo, bensì la conoscenza recondita. Questa è la sorta di religione esoterica che hanno apprezzato imperatori quali Giuliano, Simmaco, Pretestato, Macrobio e Proclo. Il pensiero religioso dietro queste rappresentazioni è probabilmente più profondo e più complesso di quanto non sia il cristianesimo contemporaneo e molte delle chiavi per capirne il significato sono andate perdute".
La coppa fu probabilmente progettata per bere durante le feste e la mancanza di un piede (caratteristica presente in altre coppe diatrete) può essere giustificata dal fatto che la coppa dovesse essere passata di mano in mano. Un'altra possibilità è che, come avvenuto per altre coppe diatrete, questa coppa venisse usata sospesa come lampada a olio, dove l'effetto dicroico del suo vetro sarebbe stato messo in risalto.

## Storia
La coppa è stata probabilmente realizzata ad Alessandria d'Egitto o a Roma nel periodo tra il 290 e il 325 dopo Cristo, e misura 16,5 x 13,2 cm. Dalla sua ottima condizione è probabile che, come molti altri oggetti romani di lusso, sia sempre stata conservata con cura; molto spesso tali oggetti si sono preservati perché conservati in una tesoreria di una chiesa. In alternativa potrebbe, come avvenuto per altre coppe diatrete, essere stata recuperata da un sarcofago. L'attuale cerchio di bronzo dorato e il piede sono stati aggiunti nel 1800 circa, suggerendo che questo fosse uno dei tanti oggetti asportati dai tesori delle chiese durante il periodo della rivoluzione francese e delle guerre rivoluzionarie francesi. Il piede presenta un motivo artistico che riprende il tema della coppa, con foglie di vite, mentre il bordo ha forme di foglia che si allungano e accorciano per assecondare le scene rappresentate con il vetro. Nel 1958 il piede è stato rimosso dai restauratori del British Museum, e non è stato ricongiunto alla tazza fino al 1973.
La storia antica della coppa è sconosciuta. La prima apparizione della coppa è in un documento del 1845, nel quale uno scrittore francese sostiene di averla vista "qualche anno fa, nelle mani di M. Dubois". Questo fatto è probabilmente avvenuto poco prima dell'acquisto dell'oggetto da parte della famiglia Rothschild. Certamente Lionel de Rothschild la possedeva nel 1862, quando la prestò per una mostra presso quello che oggi è il Victoria and Albert Museum; dopo di che il manufatto è praticamente scomparso dalla vista accademica fino al 1950. Nel 1958 Victor Rothschild la vendette al British Museum per 20.000 sterline.

## Esposizioni
La coppa è di solito in esposizione, illuminata posteriormente, nella Sala 41 del British Museum. Dal novembre 2012 ad agosto 2013 era in mostra con altri pezzi del British Museum presso la sala dell'arte greca, romana e bizantina dell'Art Institute of Chicago, occasione in cui è stata messa in evidenza la variazione di colorazione attraverso un'illuminazione dall'alto. La coppa è stata esposta nel 2008 presso il Corning Museum of Glass di Corning, New York, e nel 2003 alla Hayward Gallery di Londra.